# Microtus nebrodensis
Microtus nebrodensis és una espècie de mamífer rosegador de la família dels cricètids. És endèmic de l'illa italiana de Sicília, on viu a altituds d'entre 0 i 1.905 msnm. Té una llargada de cap a gropa de 84-102 mm i la cua de 22-29 mm. Les femelles presenten tres parells de mugrons. Fou separat del talpó mediterrani (M. savii) a mitjans de la dècada del 2010 i el seu estat de conservació encara no ha estat avaluat per la Unió Internacional per a la Conservació de la Natura. El seu nom específic, nebrodensis, significa ‘dels Nebrodi’ en llatí.